# Baničina
Baničina (cyr. Баничина) – wieś w Serbii, w okręgu podunajskim, w gminie Smederevska Palanka. W 2011 roku liczyła 948 mieszkańców.